# Sven Morlok

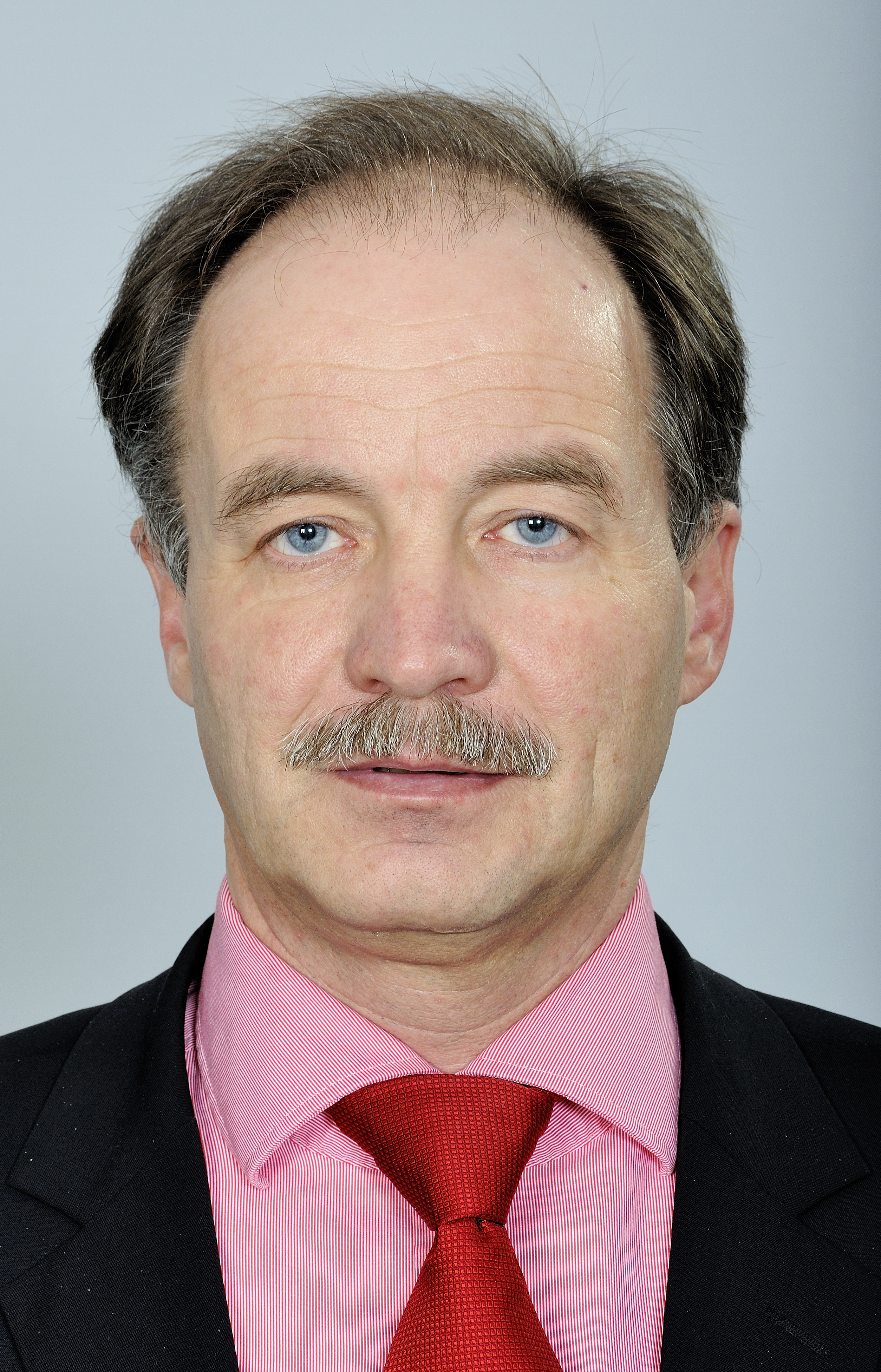
Sven Morlok (2013).

Sven Morlok (* 5. Mai 1962 in Stuttgart) ist ein deutscher Politiker (FDP). Er war von 2009 bis 2014 sächsischer Staatsminister für Wirtschaft, Arbeit und Verkehr sowie stellvertretender Ministerpräsident. Von 2004 bis 2014 war Morlok zudem Abgeordneter des Sächsischen Landtags.

## Leben
Sven Morlok verbrachte seine Jugend in Untergruppenbach. Von 1983 bis 1985 absolvierte er nach der fachgebundenen Hochschulreife eine Ausbildung zum Bankkaufmann in Heilbronn und studierte von 1985 bis 1992 Betriebswirtschaftslehre in Mannheim und Dresden. Nach dem Abschluss als Diplom-Kaufmann war er von 1992 bis 1996 bei der Treuhandanstalt (später Bundesanstalt für vereinigungsbedingte Sonderaufgaben (BvS)) in Dresden tätig. 1996 bis 1999 war er Assistent der Geschäftsführung und 1999 bis 2006 Geschäftsführer der Rohrleitungs- und Anlagenbau GmbH Engelsdorf (RAB, jetzt Nacap GmbH Leipzig). Nachdem er 2007 zusammen mit seinem Landtagskollegen Christian Steinbach einen Anteil von 49 Prozent an der Pommer Spezialbetonbau in Leipzig übernommen hatte, war er von 2007 bis 2009 zweiter Geschäftsführer des Unternehmens.
Sven Morlok ist Mitglied im Unternehmerrat des Bundesverbandes mittelständische Wirtschaft (BVMW) Leipzig und im Unternehmerkonvent des BVMW Sachsen.
Sven Morlok ist ledig.

## Politik
Sven Morlok war 1990 bis 1993 Beisitzer im Bundesvorstand der Jungen Liberalen und 1992 bis 1993 Landesvorsitzender der Jungliberalen Aktion Sachsen. Er ist seit 1980 Mitglied der FDP und war 1999 bis 2002 als Beisitzer und von 2002 bis 2009 als Schatzmeister Mitglied im Landesvorstand der FDP Sachsen. Seitdem gehört er als stellvertretender Ministerpräsident dem Landesvorstand als kooptiertes Mitglied (ständiger Gast ohne Stimmrecht) an.
Von 2005 bis 2011 war er Vorsitzender der FDP Leipzig.
Von 2004 bis 2009 war er Stadtrat in Leipzig. Bei der Kommunalwahl 2009 wurde er wiedergewählt, nahm das Mandat nach der Ernennung zum Staatsminister und stellvertretenden Ministerpräsidenten im Oktober 2009 allerdings nicht an. Von Oktober 2004 bis September 2014 war er Mitglied des Sächsischen Landtags und war dort von 2004 bis 2009 stellvertretender Vorsitzender der FDP-Fraktion. 2014 wurde Morlok erneut in den Stadtrat von Leipzig gewählt und war dort anschließend fraktionslos tätig, da die FDP nur zwei Stadträte stellte. Zur Bildung einer Fraktion sind jedoch vier Stadträte nötig. Ab Mai 2017 gehört er der Fraktion Freibeuter an, die aus Stadträten verschiedener Parteien bestand. Auch 2019 wurde Morlok wieder in den Leipziger Stadtrat gewählt und setzte die Tätigkeit in der Fraktion Freibeuter, die nun aus drei Stadträten der FDP und einem Stadtrat der Piratenpartei bestand, fort. Nach der Stadtratswahl 2024, bei der Morlok sein Mandat verteidigen konnte, bildete er mit zwei Stadträten der Partei „DIE PARTEI“ sowie einem Stadtrat der Piratenpartei die „Freie Fraktion“.
Nach der Landtagswahl in Sachsen 2009 wurde Morlok im zweiten Kabinett Tillich zum ersten sächsischen Staatsminister für Wirtschaft, Arbeit und Verkehr aus den Reihen der FDP ernannt. Seit dem 1. Oktober 2009 war er einer der Vertreter Sachsens im Bundesrat. Mit dem Ausscheiden der FDP aus dem Landtag bei der Landtagswahl in Sachsen 2014 verlor er mit der konstituierenden Sitzung des neuen Landtages sein Mandat. Nach Abschluss der Regierungsbildung und der Wiederwahl von Ministerpräsident Stanislaw Tillich am 12. November 2014 schied Morlok aus dem Kabinett und entsprechend auch aus dem Bundesrat aus.

## Kontroversen

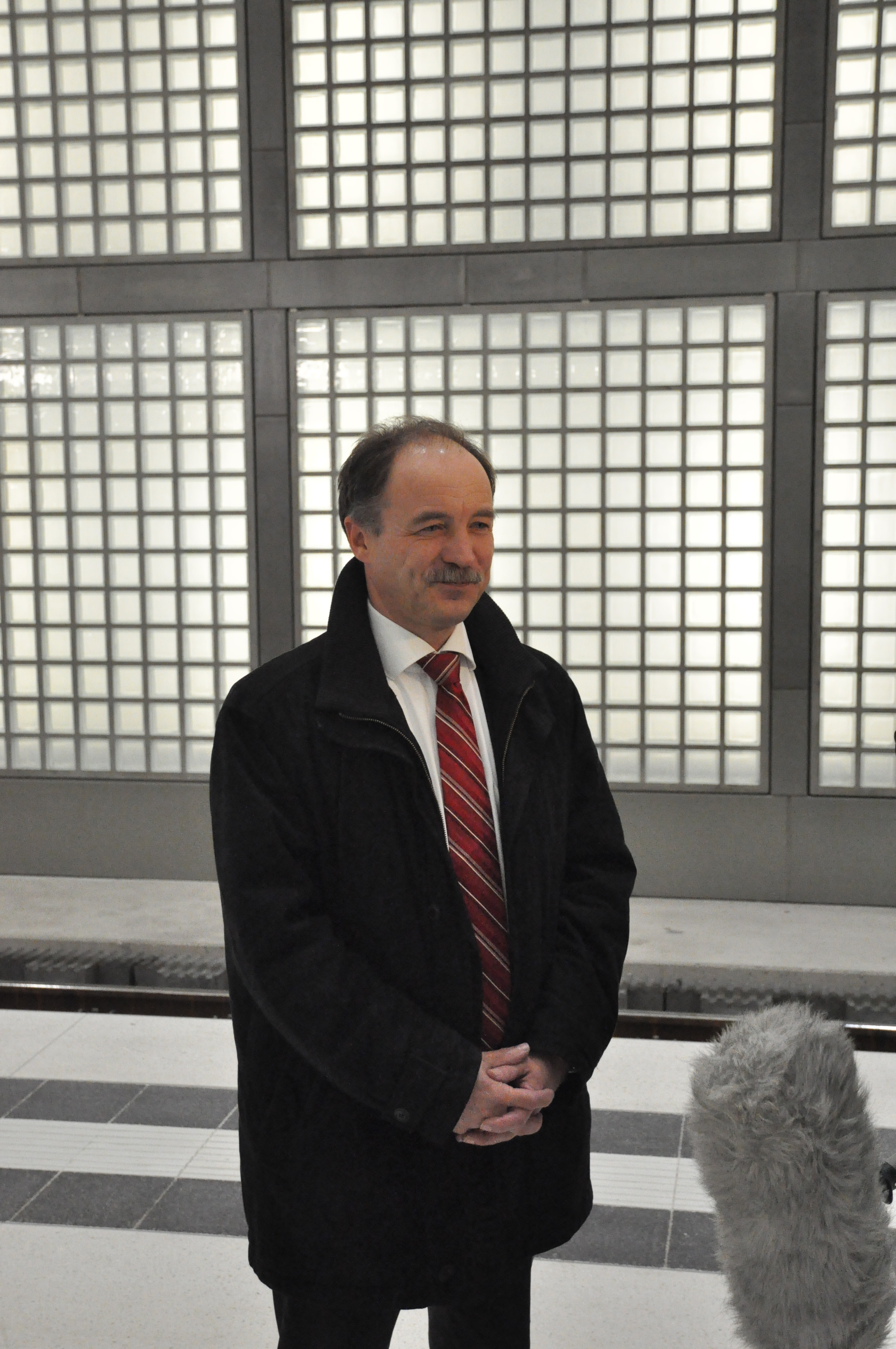
Morlok bei einem Interview vor der Inbetriebnahme des City-Tunnels Leipzig (Dezember 2013)

Gegenüber der Wirtschaftswoche kündigte Morlok im Februar 2010 an, dass er das Ziel hat, Sachsen bis 2020 vom Nehmerland zum Nettogeber im Länderfinanzausgleich werden zu lassen. Diese Einschätzung wurde von Joachim Ragnitz vom ifo Institut für Wirtschaftsforschung als „illusorisch“ bezeichnet, und Morlok wurde dafür selbst vom Koalitionspartner attackiert. Lars Rohwer, Haushaltsexperte der CDU Sachsen, bezeichnete es angesichts der bestehenden Haushaltsprobleme in Sachsen bereits als „sehr anspruchsvoll“, 2019 wirtschaftlich selbstständig zu sein, und ergänzte, „die Latte noch höher zu legen, ist nicht angebracht“.
Am 16. Dezember 2011 äußerte Morlok nach einem Appell der sächsischen Großstädte und des VCD bei MDR Info, dass die starken Mittelkürzungen für den öffentlichen Personennahverkehr durch Ersatz von Schienen- durch Busverkehr in der Fläche und durch Neuverhandlungen der Verkehrsverträge mit der Deutschen Bahn aufgefangen werden könnten. Der VCD-Arbeitskreis SPNV-Finanzierung wies darauf hin, dass Preisnachlässe durch die langfristig teilweise über zehn Jahre abgeschlossenen Verkehrsverträge gar nicht durchführbar seien, und stellte die fachliche Kompetenz Morloks im Bereich des öffentlichen Schienenpersonennahverkehrs in Frage. Morlok wird außerdem vorgeworfen, die für die Subventionierung des öffentlichen Personennahverkehrs bestimmten Regionalisierungsmittel des Bundes umzuschichten, um die Mehrkosten beim Bau des Leipziger City-Tunnels gegenzufinanzieren.